# أسوار مدريد الإسلامية

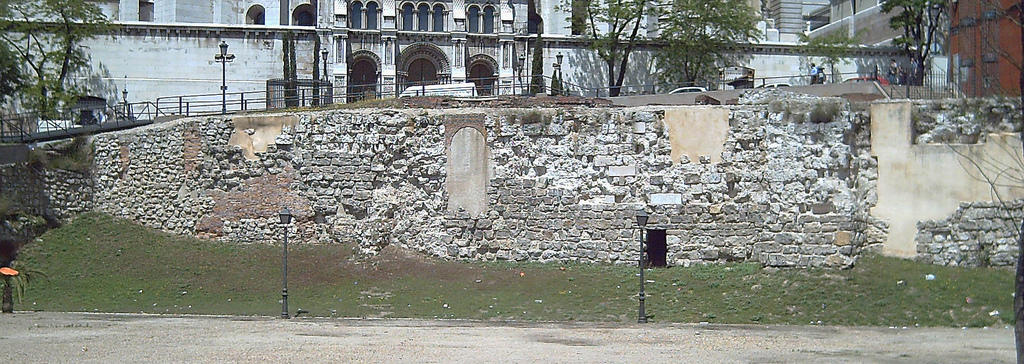
نظرة عامة على البقايا المحفوظة في كويستا دي لا فيغا، بالقرب من سرداب كاتدرائية لا ألمودينا.

أسوار مدريد الإسلامية (المعروفة أيضًا بالأسوار العربية)، والتي لا تزال بعض آثارها باقية، في العاصمة الإسبانية مدريد. وهي على الأرجح أقدم بناء قائم في المدينة. بُنيت في القرن التاسع، خلال فترة الحكم الإسلامي لشبه الجزيرة الأيبيرية (الأندلس)، حيث بنى المسلمون مدريد وأسموها مجريط، وكان الجدار على نتوء صخري بجوار نهر مانزاناريس. كان الجدار جزءًا من حصن تطور حوله المركز الحضري لمدريد. وقد أُعلنت معلمًا تاريخيًا فنيًا عام 1954 م.
بُنيَت الأسوار في حديقة محمد الأول، والتي سُميت نسبة إلى محمد الأول القرطبي، والذي يعتبر مؤسس مدريد.
على طول شارع كالي مايور، عند رقم 83، بجوار الجسر الذي يخدم شارع كالي دي سيغوفيا، لا تزال آثار برج نارجوس قائمة، والذي كان على الأرجح برجًا من الطراز البراني، بموقع منفصل عن الجدار الرئيس نفسه، ولكنه متصل به بجدار فرعي. وكانت وظيفته أن يكون نقطة مراقبة.
في القرن العشرين، دُمِّرت بعض الآثار. وفُقدت الآثار التي كانت موجودة بالقرب من شارع بايلين رقم 12 أثناء بناء مبنى سكني، على الرغم من دمج بعض الجدران في أساساته. وقد أدى تجديد ساحة أورينتي، الذي اكتمل عام 1996 خلال فترة رئاسة خوسيه ماريا ألفاريز ديل مانزانو للبلدية، إلى اكتشاف العديد من الآثار واختفائها لاحقًا. لم يكن هذا هو الحال مع برج المراقبة المعروف باسم برج العظام، حيث تُعرض قاعدته في موقف السيارات تحت الأرض في نفس الساحة.
بين عامي 1999 و2000، اُكتشف قسم آخر، يبلغ طوله حوالي 70 متر (230 قدم) تحت ساحة الأسلحة، ويتكون من الواجهات الرئيسة للقصر الملكي وكاتدرائية ألمودينا. نُقِّب عنه أثناء بناء معرض المجموعات الملكية (المقرر افتتاحه عام 2023)، وربما يكون مرتبطًا بباب سجرة، أحد أبواب المنطقة المسورة.

## السياق التاريخي

### الأسوار المغلقة في الأندلس

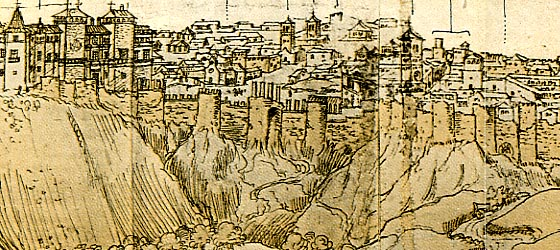
رسم تفصيلي بريشة أنطون فان دن وينجارد في عام 1562 م، يظهر فيه أسوار مدريد الإسلامية، من القصر المختفي إلى اليسار، إلى بوابة بويرتا دي لا فيغا، إلى اليمين.

كما يقول توريس بالباس: «كان الإسلام يشكل قالبًا حضريًا موحدًا، ناتجًا عن أسلوب حياة.» فعلى سبيل المثال، وجود الشوارع المتعرجة يعكس سياقًا تكون فيه الدفاع ضرورة أساسية.
فيما يتعلق بالأسوار، فإنها تؤدي عدة وظائف. فمدن المسلمين عادة ما تحتوي في قلبها على مدن قديمة (مدنات) تضم، إلى جانب مبانٍ أخرى، المسجد الرئيس والحمام. وتحيط بها أسوار تمنح المنطقة الداخلية وظائف دفاعية ورمزية وإدارية. وفي مدريد، على نحو مماثل، بُنيت الأسوار لحماية قلب المدينة، ليس فقط من الأخطار الخارجية، بل أيضًا من الثورات الداخلية في الضواحي التي كانت قد تكون مسورة أيضًا. كما ساعدت الأسوار، من خلال البوابات الثلاث التي كانت موجودة، في فصل المناطق وتسهيل جمع الضرائب.
وهكذا، انقسمت المدينة بين المدينة القديمة أو مركز الحياة الدينية والتجارية، والرباض، وهو «الأحياء المكتظة خارج الأسوار». ومن منظور تخطيطي، ساهمت الأسوار في تطوير العمران من خلال بواباتها ومسارها؛ فالبوابات كانت تمر عبرها الشوارع الأكثر حركةً، أما مسار الأسوار فكان يُحدد ترتيب الأحياء التي تمتد حولها.
تُظهر العديد من الأمثلة التنوع الكبير في إمكانيات بناء الأسوار، بدءًا من المواد المستخدمة وصولًا إلى التصاميم المختلفة التي تتكيف مع طبيعة التضاريس.

### مدريد في العصور الوسطى

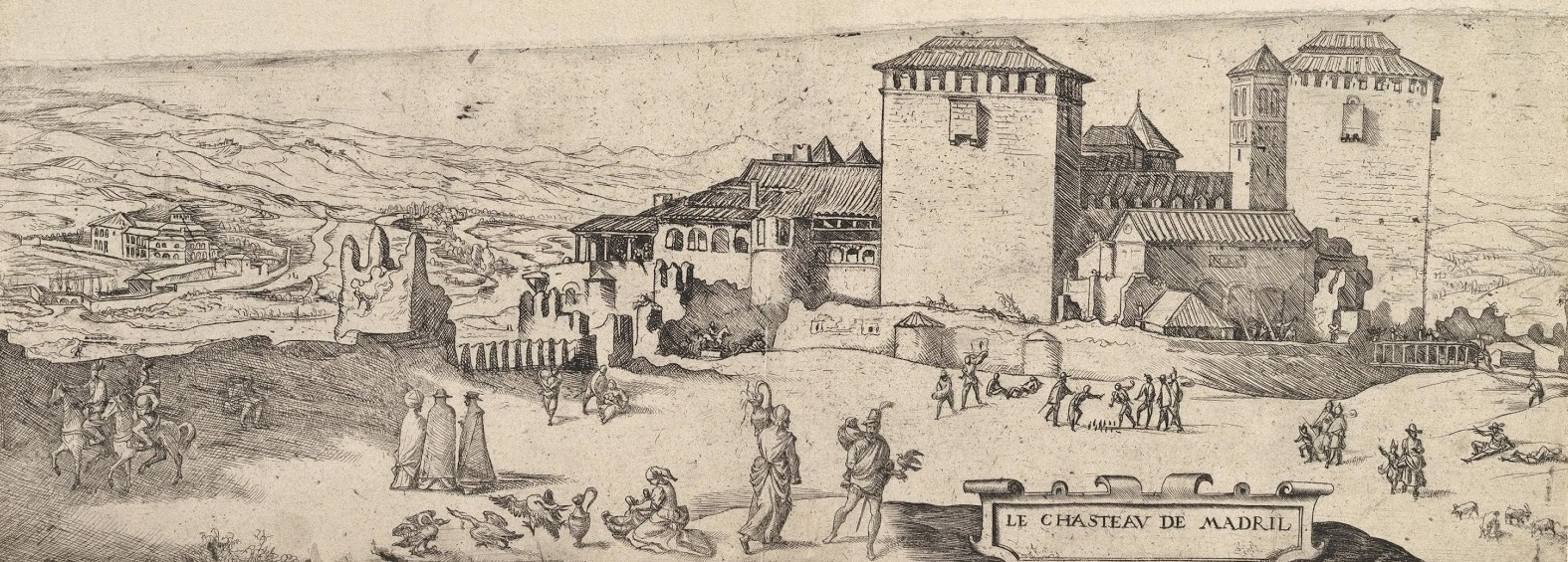
رسمٌ القصر الملكي في مدريد، رسمه ج. كورنيليوس فيرميينين، حوالي عامي 1534-1535 م. على الجانب الأيسر، يُلاحظ أن جزءًا من الأسوار الإسلامية، في القرن السادس عشر، كان في حالة تدهور واضحة.

يرتبط بناء هذه الأسوار ارتباطًا مباشرًا بأصل مدريد. أمر ببنائه أمير قرطبة محمد الأول (852 - 886) في تاريخ غير محدد بين عامي 860 و880، وفقًا لنص الحميري. كان ذلك في منطقة لم يتم اختيارها بالصدفة. فقد كانت واديًا واسعًا مزروعًا، مع سهولة الوصول إلى احتياطيات المياه. دافعت عن المدينة أو قلعة ميريت الإسلامية (الاسم الأول للمدينة)، الواقعة في الموقع الذي يشغله حاليًا القصر الملكي.
وفقًا لما ذكره المؤرخون المسلمون في ذلك العصر، فقد تم استخدام مواد وإنشاءات عالية الجودة لبناء الأسوار. وقد نقل المؤرخ جيرونيمو دي كوينتانا هذه الروايات في نص له يعود إلى القرن السابع عشر قائلاً: «أسوار قوية جدًا من الحجر والملاط، مرتفعة وسميكة، بعرض اثني عشر قدمًا [ما يقارب ثلاثة أمتار ونصف]، مزودة بمكعبات كبيرة وأبراج وبوابات وخنادق».
كانت مهمة المجمع المحصن مراقبة مسار نهر مانزاناريس، الذي يربط سهول جبال وادي الرملة بمدينة طليطلة، المهددة بغزوات الممالك المسيحية في شبه الجزيرة الشمالية. وقد حُكم المجمع كرباط أو جماعة دينية وعسكرية في آن واحد.
كانت أسوار مايريت مدمجة ضمن نظام دفاعي معقد، امتد عبر أجزاء مختلفة من مجتمع مدريد. وشملت هذه الأجزاء تالامانكا دي جاراما، وقلعة عبد السلام (ألكالا دي إيناريس)، وقلعة الخليفة (فيلافيثيوسا دي أودون). ومع ذلك، لم يفكر المسلمون في مايريت باعتبارها جوهر كيان كبير، بل كواحدة من العديد من الكيانات، لذلك يصعب أحيانًا العثور على إشارات إلى المدينة في السجلات.
في القرن العاشر، أمر خليفة قرطبة عبد الرحمن الثالث بتعزيز الأسوار، بعد أن عانى من عدة مواقف خطرة بسبب تقدم الملك المسيحي راميرو الثاني ملك ليون في عام 932 م. وفي عام 977 م، اختار المنصور قلعة مايريت كنقطة انطلاق لحملته العسكرية.
مع الغزو المسيحي لمايريت في القرن التاسع، توسّعت المنطقة المسورة الأصلية، مما أدى إلى بناء جدار أوسع محيطًا، يُعرف باسم أسوار مدريد المسيحية. وهكذا، لم يفقد قلب مدريد وظيفته الدفاعية في أي وقت.
عُثر على صورة العذراء ألمودينا (المعروفة بالإسبانية باسم Santa María la Real de la Almudena، أي «القديسة مريم الملكية لألمودينا»، والتي كانت تُدعى سابقًا بالإسبانية Santa María la Mayor، أي «القديسة مريم العظيمة»)، في عام 1085م — أي بعد ثلاثة قرون من إخفائها من المسيحيين الذين ربما خافوا على ضياعها أو تدميرها في الغزوات — وذلك أثناء فتح المدينة على يد الملك ألفونسو السادس ملك ليون وقشتالة. وُجدت الصورة في أحد مراكز الأسوار، بالقرب من بوابة بويرتا دي لا فيغا، ووُضعت في المسجد القديم لتكون مركزًا للعبادة والتبجيل في بلاط الملك وشعب مدريد.

## السمات

### معلومات عامة

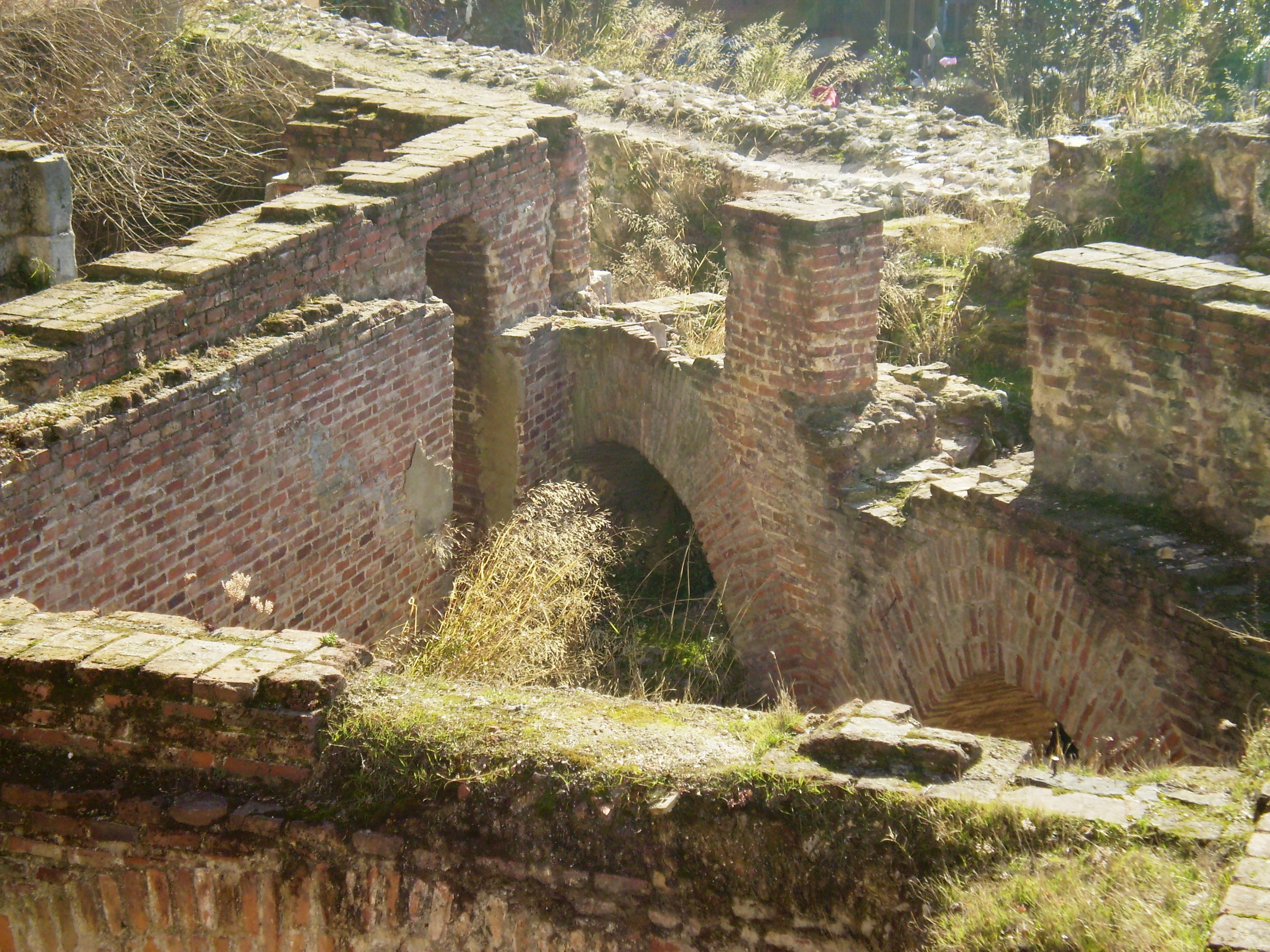
منظر آخر للآثار الموجودة في حديقة محمد الأول

حمت الأسوار الإسلامية لمدريد مجمعًا محصنًا، كان فيه ثلاثة مبانٍ بارزة: القصر والمسجد وبيت الأمير.
امتدت الأسوار مباشرةً من القصر، من جزئه الجنوبي، مع كشف الجوانب الثلاثة الأخرى للمبنى، إذ لم تتطلب وعورة التضاريس تحصينًا أكبر هناك. إلى الغرب، شكّلت المنحدرات الواقعة على سهل نهر مانزاناريس دفاعًا طبيعيًا عن القصر؛ كما أدت وديان وادي أرينال وممراته الضيقة، شمالًا وشرقًا، وظيفة مماثلة.
بلغ الطول الإجمالي لها حوالي 980 متر (3,220 ft)، محاطة بمنطقة تبلغ مساحتها نحو 4 هكتار (9.9 أكر). وكان لها خندق خارجي في القسم الشرقي فقط، حيث كان الارتفاع الطبيعي للأرض أعلى من ارتفاع الأسوار نفسها.
كانت هناك عدة أبراج مراقبة مستقلة حول الأسوار، ولكننا لا نملك سوى سجل تاريخي لبرج العظام، الذي سُمي بهذا الاسم لقربه من مقبرة. بُني هذا البرج في القرن الحادي عشر، قبل غزو الملك ألفونسو السادس ملك ليون وقشتالة لمدريد، ودُمج في الأسوار المسيحية بأسلوب البرج البراني.
خارج الأسوار كانت هناك أراضٍ عامة مختلفة مخصصة للترفيه والألعاب الفروسية (المسارات)، بالإضافة إلى حي إسلامي أو مدينة، وضاحية مسيحية أو مستعربيّة.

### البوابات

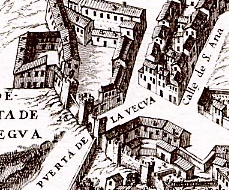
تفاصيل بوابة بويرتا دي لا فيغا، في مخطط بيدرو تيكسيرا، عام 1656 م

تحتوي الأسوار على ثلاث أبواب، ذات مدخل مباشر وبدون أي انحناء:
- بوابة بويرتا دي لا فيغا[الإسبانية]: الواقعة حاليًا في منطقة كوستا دي لا فيغا، كانت تربط المعسكر العسكري بسهل نهر مانزاناريس والطرق المؤدية إلى قشتالة وإكستريمادورا. ويُحتمل أن تكون قد وُجدت في الموقع الذي يشغله اليوم المذبح الأجنبي لصورة العذراء ألمودينا[الإنجليزية]، بجوار سرداب الكاتدرائية التي تحمل الاسم نفسه.
- بوابة بويرتا دي لا ميسكويتا[الإسبانية] أو قوس سانتا ماريا: فكانت تؤدي إلى المركز المدني الذي تطور خارج الحصن، عبر شارع كالي مايور الحالي.
- بوابة بويرتا دي لا ساغرا[الإسبانية]، أو دي لا شاغرا، أو ديل كامبو: كانت تنتهي عند الحدائق الواقعة بجوار شارع كالي دي بايين، في زاوية نصف دائرية مع بلازا دي أورينتي[الإنجليزية].

من الناحية الأثرية، توفر بوابة بويرتا دي لا فيغا أكبر قدر من البيانات، ولذلك تعتمد المراجع الموجودة على معلومات مستمدة من عمليات التنقيب. وقد تم توثيق أساسات أحد الأبراج التي كانت تحيط بهذه البوابة في الأصل. وتشير بيانات الحفريات إلى أن أبعاد ممر الدخول كانت تقارب 4.5 و 3.5 متر (15 و 11 ft). ممن الناحية التصنيفية، تُعد هذه البوابة ضيقة، تقع بين برجين وتتمتع بتطوير ضعيف نسبيًا. وبعد الأنشطة الأثرية، لم يبقَ سوى الأساسات، لكنها لم تعد في موضعها الأصلي.

### الأبراج
كان الجدار مُنظَّمًا على شكل أبراج مربعة متعددة، تتفاوت في عرضها بين 3.3 و 2.4 متر(10.8 و 7.9 ft) حسب كل برج، وكانت الأبراج مزودة بأساسات واسعة على شكل أقدام، تبرز قليلاً عن الجدار الرئيسي. وكانت هذه الأبراج متباعدة بمعدل نحو كل 20 متر (66 ft). وجُمعت في هذه الأقسام تقنيات البناء باستخدام حجارة الصوان والحجر الجيري.
رغم هذه القياسات، فإنها في الوقت الحالي تُعتبر مجرد معالم بارزة بالنسبة للجدار الذي تُضمَّن فيه. القسم الذي يجب الاعتماد عليه كدليل، لكونه الأفضل حفظًا، هو قسم حديقة محمد الأول، حيث يبلغ المسافة بين كل برج وآخر نحو 20 m (66 ft) بين كل برج. يوجد في هذا القسم ستة أبراج إجمالًا، رغم فقدان أحدها، والذي يُشير إلى موقعه وجود قاعدته فقط. تؤكد هذه الأبراج، مرة أخرى، أن الجدار يشكل سياجًا لمحكمة إسلامية. فشكل الأبراج يدعم هذا الاستنتاج، إذ كان المسيحيون عادةً يستخدمون أبراجًا نصف دائرية، وهو شكل يختلف بوضوح عن الأبراج الموجودة في حديقة محمد الأول.

## شظايا مرئية

### حديقة محمد الأول

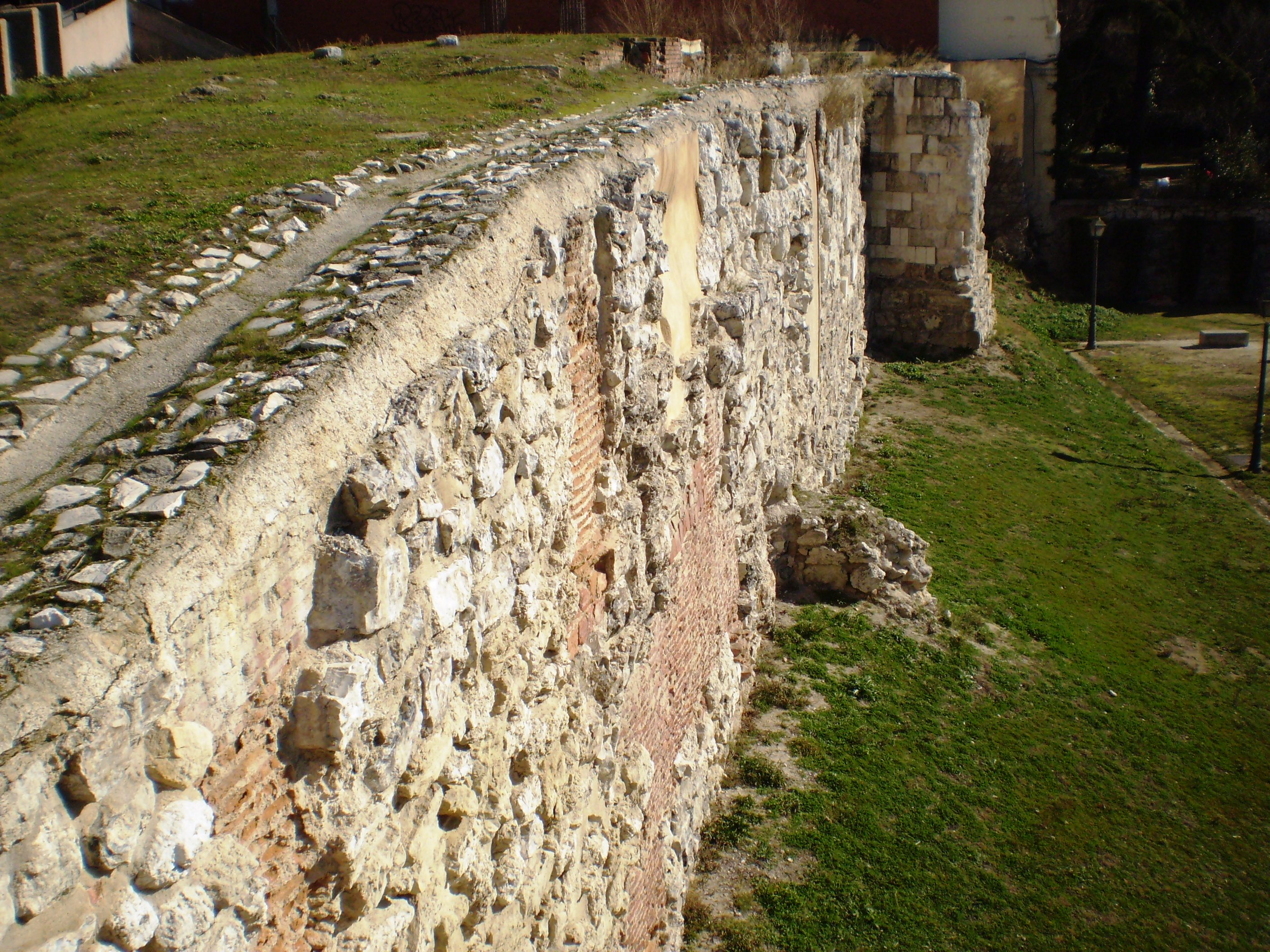
بقايا أسوار مدريد الإسلامية، في كويستا دي لا فيغا، مدمجة ضمن حديقة محمد الأول.

يُعد هذا الجزء من السور أهم المقاطع على الإطلاق، سواء من حيث حالته الجيدة نسبيًا أو من حيث سهولة وصول الزوّار إليه. وقد أسفرت أعمال التنقيب التي جرت في الموقع بين عامي 1972 و1975، ثم بعد عام 1985، عن نتائج مهمة، لا سيما بعد هدم مبنى من القرن التاسع عشر كان قائمًا فوق هذا الجزء من السور، وهو ما أتاح الكشف عن كمّ كبير من المعلومات الأثرية. وقد جرى هذا الهدم بعد عامين من 1985، وترافق مع عملية ترميم وتعزيز لهذا الجزء من السور.
يمتد الجزء الظاهر من السور حوالي 120 مترlength (390 ft) وقد حافظ هذا الجزء على بقائه عبر الزمن لأنه استُخدم كجدار حَمّال في مبانٍ أُنشئت في عصور لاحقة، وظهر إلى العلن بعد هدم تلك المباني. غير أن استخدامه كأساس بنائي لا ينبغي إغفاله، إذ من المحتمل أن يكون هذا المصير قد شمل أجزاءً أخرى من السور أيضًا. ويبدو أن العديد من مقاطع السور أُعيد بناؤها أو جرى تعديلها، فيما قد تكون أقسام أخرى قد تعرّضت لضرر أكبر على مرّ العصور.
وهو عبارة عن امتداد بعرض حوالي 2.6 متر (8 قدم 6 بوصة)، وهو أمر متسق تمامًا إذا ما وضع في الاعتبار حجم الأبراج المحيطة به. فيوجد جداران خارجيان بهما بناء داخلي لوضع النواة. يرتبط البناء بملاط الجير. ومن الجدير بالذكر أن جميع المواد التي تشكل الامتداد يمكن العثور عليها بالقرب نسبيًا من مناطق المدينة، مما يؤكد مرة أخرى الدور الجيوستراتيجي للنهضة التي ظهرت فيها المدينة الإسلامية
عند التعمق في دراسة الجدارين المتقابلين، نلاحظ أن قاعدتهما تتكوّن من كتل ضخمة من الصوّان، مقطوعة على الواجهة الخارجية فقط، ومهذّبة قليلًا من الداخل، دون تشكيل أو نحت دقيق. وفوق هذه القاعدة، ترتفع مداميك من حِجارة الجيرية المصقولة، وهو ما يُعدّ دليلًا جديدًا على أن النمط البنائي يحمل طابعًا أندلسيًا، إذ تتبع المواد المستخدمة أسلوب "التربيط القُرطبي" المعروف، والذي يُعد سمة ثابتة في القرون التي شهدت نشأة الحياة في مدريد.
ويقوم هذا الأسلوب على استخدام حجر منحوت يُوضع بطريقة تُظهر الجانب الطويل منه (ما يُعرف بـ"الحجر على الحبل")، يليه حجر أو حجران يُظهران الجانب القصير (ويُعرفان بـ"الحجارة على الطف"). ورغم صعوبة تمييز هذا الأسلوب بوضوح على امتداد السور بسبب تقادم الزمن، فإن آثاره ما تزال حاضرة. وتشير الأدلة إلى أن السور قد خضع على الأرجح لأعمال تعديل في القرن العاشر، بعد حصار راميرو الثاني ملك ليون، لكن لا توجد إشارات تدل على أنه أُعيد بناؤه بالكامل في أي وقت لاحق.
قد يصعب تمييز نمط التربيط القُرطبي عند قاعدة السور، إذ إنه عند إبراز هذا الجزء في أواخر ثمانينيات القرن العشرين، تم تطبيق طبقة من الطلاء الأبيض عليه. ويبدو أن الهدف من ذلك كان إخفاء بعض الترميمات التي أُجريت خلال الفترة التي استُخدم فيها السور كجدار حَمّال، لكنها أخفت أيضًا بعض التفاصيل الأصلية المهمة. من جهة أخرى، يظهر قوس صغير في الجزء العلوي، يُرجّح أنه كان مجرد مصرف للمياه، وليس ذا أهمية معمارية خاصة، وهو ما تؤكده الوثائق الحديثة التي تشير إلى مرور جدول مائي صغير من تلك المنطقة. ومن أجل إضفاء بُعد تاريخي أعمق على الموقع، تمت إعادة تشكيل انحدار بسيط في التضاريس، لمحاكاة الطابع المكاني للحقبة الإسلامية، قبل أن يتغير بفعل النمو الحضري الذي شهدته مدريد لاحقًا.

### شارع بايلين 12
يقع مبنى رقم 12 في شارع باييّن (Calle Bailén) فوق بقايا من سور مدريد الإسلامي. وقد شُيّد هذا المبنى في سبعينيات القرن العشرين، رغم أن السور كان قد أُعلن آنذاك معلمًا تاريخيًا وفنيًا. ومع ذلك، فقد تم هدم جزأين من السور، بالإضافة إلى برج، أحدهما لتوفير مساحة لإنشاء المبنى، والآخر لفتح ممر خاص لسكانه.
المبنى، مع ذلك، يحتفظ ببقايا من الامتداد السابق، لكنها في حالة سيئة للغاية، لأن هذه البقايا أصبحت حاليًّا جزءًا من مرآبهم الخاص. وهذه البقايا تشبه إلى حد كبير تلك الموجودة في حديقة محمد الأول، إذ إنها تمثل امتدادًا لها.
لقد رافق التدمير الذي كان لا يُفهم أي سبب له بعض الأعمال التوثيقية، واليوم يُعرف أن عرضه يبلغ 2.5 متر — وهو أضيق قليلاً من الجزء الذي تم الاطلاع عليه سابقًا — وقد أتاح ذلك فرصة نادرة تتمثل في إمكانية فحص جدار البناء بشكل مباشر. وتقدم هذه المنشأة معلومات مهمة تتعلق بجوهر بناء الطوب المربوط بملاط الجير.

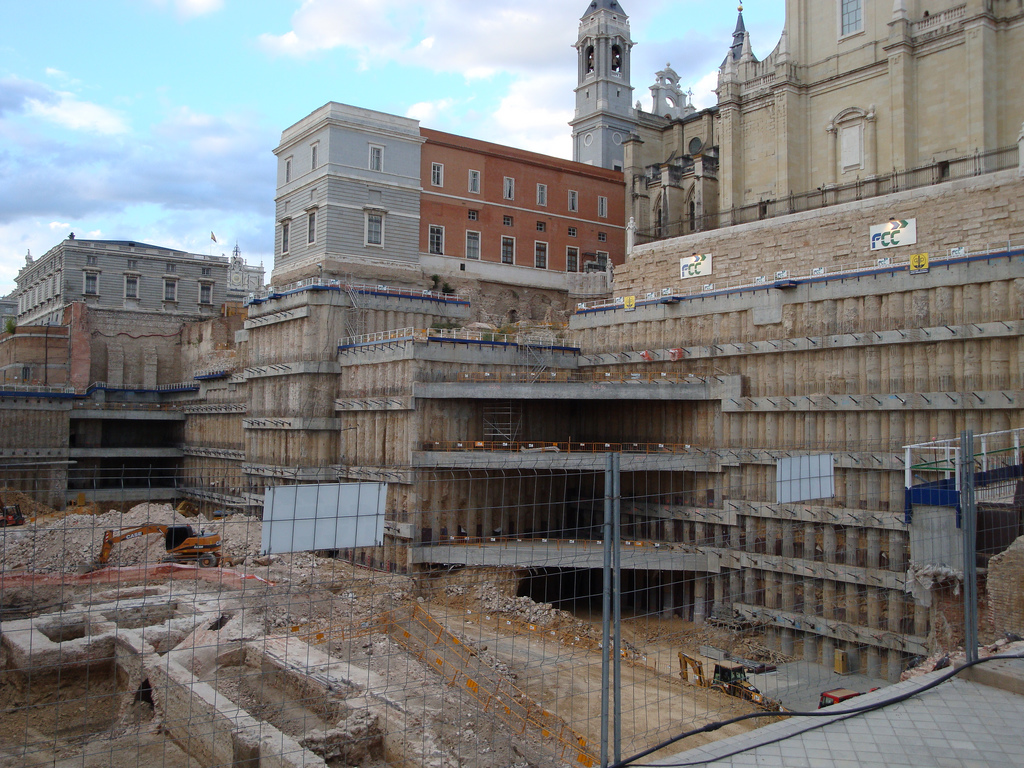
إنشاء متحف المجموعات الملكية (2008)، حيث عُثر على بقايا الجدار الإسلامي

### متحف المستقبل للمجموعات الملكية
عُثر على جزء كبير آخر من الأسوار العربية في أواخر تسعينيات القرن العشرين، قبالة كاتدرائية ألمودينا مباشرةً. وقد ظهرت هذه البقايا كجزء من أعمال متحف المجموعات الملكية المُستقبلي. ولأن المنطقة يستحيل فيها إجراء أي نوع من التذوق الأثري، فقد تتبع الخبير آلان كيرموفان مسارها عبر أجهزة كشف لاسلكية كهربائية، دون رفع الرصيف.
يوجد في الموقع مقطعان يعودان إلى الحقبة الإسلامية، ويبلغ طولهما معًا نحو 70 مترًا. وقد استُخدمت فيهما نفس المواد وتقنيات البناء ذاتها، غير أن السُمك يختلف؛ إذ يتجاوز في المتوسط 3.2 أمتار، أي أنه أعرض قليلًا مما لوحظ في المقاطع السابقة. وقد أمكن هنا التحقق من ارتفاع السور، الذي يصل إلى نحو 7 أمتار، إلا أن هذا الارتفاع لا يُلاحظ إلا في جزء واحد فقط، لأن الجزء الآخر قد دُمّر بالكامل.

## الحفريات الأثرية
حتى عام 1985، كانت الحفريات الأثرية في مدينة مدريد تقتصر على عناصر مرئية بارزة، مثل الأسوار المحصنة والكنائس. غير أن دراسة الأسوار الإسلامية تعود إلى أواخر القرن الثامن عشر وبدايات القرن التاسع عشر، حيث بدأت آنذاك أعمال التنقيب الأثري التي استمرت منذ ذلك الحين.
في القرن العشرين، تحققت بعض التطورات في ما يتعلق بسور المدينة. فقد قام المعهد الأثري لمدريد، خلال الستينيات والسبعينيات، بأعمال تهدف إلى حماية السورين الأول والثاني، بعدما تم تصنيفهما كمَعلمين أثريين في خمسينيات القرن الماضي. وبناءً على ذلك، نُفِّذت حملات تنقيب أثرية في بعض المناطق، مثل كويستا دي لا فيغا بين عامي 1972 و1975، وكذلك في شارع كاييه مايور.
إن غياب البقايا الظاهرة شكّل عائقًا أمام أعمال التنقيب في الكشف عن الأنشطة المرتبطة بالسور الإسلامي. غير أن التنقيبات استُؤنفت منذ عام 1985 في منطقة كويستا دي لا فيغا، حيث تم إبراز الجزء الأهم من هذا السور وإظهاره بقيمته التاريخية، من خلال إنشاء حديقة أُطلق عليها اسم "حديقة محمد الأول"، تكريمًا لمؤسس المدينة.

## طالع أيضًا
- أسوار مدريد[الإنجليزية]